# Giorgio Calcaterra
Giorgio Calcaterra (Roma, 11 febbraio 1972) è un ultramaratoneta e maratoneta italiano.
Si è aggiudicato per tre volte il titolo di campione mondiale della 100 km di ultramaratona ed ha vinto per 12 volte consecutive la 100 km del Passatore.

## Biografia
Dopo il diploma di maturità scientifica, dal 1993 ha iniziato a svolgere il lavoro di tassista a Roma. Il 14 marzo del 1982 partecipa alla sua prima gara, la stracittadina della Maratona di Roma. Nel 1990, a 18 anni, partecipa alla Maratona di Roma completandola in 3h29'. Passano otto anni prima che Giorgio, nell'ottobre del 1998, torni a gareggiare in maratona a Grottazzolina (FM). Dopo il ritorno alla maratona Calcaterra inanella una serie di partecipazioni che lo rendono uno degli esponenti di massimo spicco a livello mondiale in termini di partecipazioni e distanze complessive percorse.
Corre 175 maratone in 10 anni, tra il 1998 ed il 2008. Completa ben 31 maratone solo nel 2004. Nel 2000 oltre a stabilire il suo personale sulla distanza (2h13'15"), stabilisce il record mondiale di maratone corse in un anno sotto le 2h20'00" (16), ricevendo per questo un prestigioso riconoscimento dalla rivista specializzata americana Runner's World. Nel 2006 Calcaterra partecipa per la prima volta alla 100 km del Passatore Firenze - Faenza vincendo in 6h45' conquistando il titolo italiano di 100 km. Nello stesso anno entra nel giro della Nazionale di ultramaratona con la quale partecipa ai campionati mondiali ed europei del 2006, 2007, 2008 e 2009. L'8 novembre del 2008 vince la terza edizione dell'Ultramaratona degli Etruschi a Tarquinia e si laurea campione mondiale ed europeo sui 100 km.
Oltre alle medaglie conquistate in Italia nell'autunno 2008, Calcaterra ha ottenuto un bronzo mondiale ed un argento europeo nel campionato mondiale ed europeo del 2009 disputato a Torhout (Belgio) nella notte tra il 19 e il 20 giugno nella 100 km "Nacht van Vlaanderen", nota anche come "Night of Flanders" (Notte delle Fiandre). Nel 2008-2009 Giorgio Calcaterra è protagonista di Top Runner documentario di Michele Cinque, Lorenzo Guarnieri e Alessandro Leonardi che racconta la sua vita di corridore: dai primi ricordi di bambino fino all'apoteosi del Mondiale conquistato a Tarquinia. Le riprese di questo documentario diretto da Michele Cinque, hanno avuto inizio poco prima del Mondiale/Europeo disputato a Tarquinia. Grazie all'intuizione dell'autore Lorenzo Guarnieri e che ha intravisto nel campionato mondiale ed europeo 2008 l'apogeo della carriera di Calcaterra, e alle riprese di Cinque e Leonardi, il documentario racconta il successo dell'atleta dal vivo.
Il 21 marzo 2010 vince il campionato italiano alla 100 km di Seregno con il crono di 6h28'52". Dopo un breve periodo di stop dalle competizioni a causa di un'infiammazione al nervo sciatico, è tornato alle gare nella primavera del 2011 partecipando a diverse manifestazioni fra le quali la 50 km di Romagna (4º posto) e alla 100 km del Passatore stabilendo il record del tracciato in 6h25'49".
Il 10 settembre 2011, nei Paesi Bassi, conquista il suo secondo titolo mondiale ed europeo vincendo la 100 km di Winschoten con il tempo di 6h27'32", mentre il 22 aprile 2012 conquista nuovamente i due titoli a Seregno, stabilendo il nuovo personale in 6h23'21", davanti ad Alberico Di Cecco, 3º. Nel 2014 vince per la nona volta consecutiva la 100 km del Passatore, confermando così di essere il vincitore con il maggior numero di vittorie. Con questo risultato, Giorgio Calcaterra consegue anche il primato di maggior numero di vittorie consecutive al mondo in una competizione di ultramaratona. L'atleta romano guadagna la vittoria anche nelle successive edizioni del 2015, del 2016 e del 2017. Giorgio Calcaterra è stato nella "top list" mondiale, in base ai tempi, nella 100 km negli anni 2008, 2010, 2011 e 2012.

## Palmarès
| Anno | Manifestazione     | Sede       | Evento | Risultato | Prestazione | Note |
| ---- | ------------------ | ---------- | ------ | --------- | ----------- | ---- |
| 2008 | Mondiali di 100 km | Tarquinia  | 100 km | Oro       | 6h37'41"    |      |
| 2009 | Mondiali di 100 km | Torhout    | 100 km | Bronzo    | 6h42'05"    |      |
| 2011 | Mondiali di 100 km | Winschoten | 100 km | Oro       | 6h27'32"    |      |
| 2012 | Mondiali di 100 km | Seregno    | 100 km | Oro       | 6h23'20"    |      |
| 2015 | Mondiali di 100 km | Winschoten | 100 km | Bronzo    | 6h36'49"    |      |

## Campionati nazionali
2008
- 20º ai campionati italiani di corsa campestre - 33'15"

2015
- 45º ai campionati italiani di maratonina - 1h10'07"

2021
- 19º ai campionati italiani di 100 km - 8h41'47"

## Altre competizioni internazionali
1998
- 6º alla Maratona del Mugello ( Borgo San Lorenzo) - 2h37'20"
- 7º alla Maratona di Livorno ( Livorno) - 2h26'23"
- 8º alla Maratona di Grottazzolina ( Grottazzolina) - 2h35'58"
- Argento alla Maratona di Platamona ( Platamona) - 2h35'54"
- 4º alla Maratona di Napoli ( Napoli) - 2h25'51"
- Bronzo alla Maratona di Latina ( Latina) - 2h32'23"
- 48º alla Roma-Ostia ( Roma) - 1h10'12"
- 9º alla Mezza maratona di Montalto di Castro ( Montalto di Castro) - 1h07'46"
- 5º alla Mezza maratona di Aprilia ( Aprilia) - 1h09'22"

1999
- 21º alla Maratona di Roma ( Roma) - 2h23'17"
- 25º alla Maratona di Praga ( Praga) - 2h28'20"
- 4º alla Maratona di Bergamo ( Bergamo) - 2h24'22"
- Argento alla Maratona di Busseto ( Busseto) - 2h19'48"
- Oro alla Maratona di Russi ( Russi) - 2h21'16"
- Oro alla Maratona di Ravenna ( Ravenna) - 2h23'26"
- Oro alla Maratona del Mugello ( Borgo San Lorenzo) - 2h29'15"
- 5º alla Maratona di Reggio Emilia ( Reggio Emilia) - 2h18'38"
- 8º alla Maratona dei Tre Comuni ( Calderara di Reno) - 2h22'50"
- 4º alla Maratona di Livorno ( Livorno) - 2h22'15"
- Bronzo alla Maratona di Assisi ( Assisi) - 2h24'05"
- Oro alla Maratona di Vedelago ( Vedelago) - 2h19'26"
- Argento alla Maratona di Grottazzolina ( Grottazzolina) - 2h27'50"
- Oro alla Maratona della Pace ( Pompei) - 2h17'48"
- 10º alla Maratona di Napoli ( Napoli) - 2h30'26"
- Argento alla Maratona di Latina ( Latina) - 2h22'04"
- 32º alla Mezza maratona di Busto Arsizio ( Busto Arsizio) - 1h07'27"
- Oro alla Mezza maratona Città di Tarquinia ( Tarquinia) - 1h08'04"
- Oro alla Mezza maratona di San Antonio Abate ( Mentana) - 1h14'20"
- Bronzo alla Mezza maratona di Montalto di Castro ( Montalto di Castro) - 1h05'52"

2000
- 11º alla Milano Marathon ( Milano) - 2h19'46"
- 36º alla Maratona di Roma ( Roma) - 2h29'00"
- 11º alla Maratona di Venezia ( Venezia) - 2h17'55"
- 6º alla Maratona di Firenze ( Firenze) - 2h18'34"
- Argento alla Maratona di Ferrara ( Ferrara) - 2h13'15"
- 5º alla Maratona di Cesano Boscone ( Cesano Boscone) - 2h14'24"
- Argento alla Maratona di Stoccolma ( Stoccolma) - 2h18'54"
- Argento alla Maratona di Helsinki ( Helsinki) - 2h22'54"
- Oro alla Maratona del Mugello ( Borgo San Lorenzo) - 2h24'13"
- Oro alla Maratona di Piacenza ( Piacenza) - 2h15'51"
- Oro alla Maratona di Busseto ( Busseto) - 2h15'03"
- Oro alla Maratona dei Tre Comuni ( Calderara di Reno) - 2h19'07"
- Argento alla Maratona di Livorno ( Livorno) - 2h16'06"
- 9º alla München Marathon ( Monaco di Baviera) - 2h19'40"
- 4º alla Maratona di Madrid ( Madrid) - 2h20'05"
- 5º alla Südtirol Marathon ( Egna) - 2h16'24"
- Bronzo alla Maratona di Trieste ( Trieste) - 2h16'32"
- 7º alla Maratona di Assisi ( Assisi) - 2h27'41"
- Oro alla Maratona di Grottazzolina ( Grottazzolina) - 2h17'50"
- Argento alla Maratona di Napoli ( Napoli) - 2h17'43"
- Bronzo alla Maratona di Latina ( Latina) - 2h18'53"
- 42º alla Stramilano ( Milano) - 1h05'32"
- 8º alla Roma-Ostia ( Roma) - 1h05'00"
- 7º alla Mezza maratona del Lago di Vico ( Ronciglione) - 1h07'41"
- Argento alla Mezza maratona di Sabaudia ( Sabaudia) - 1h07'51"
- 6º alla Best Woman ( Fiumicino) - 31'01"

2001
- 31º alla Maratona di New York ( New York) - 2h22'48"
- 6º alla Maratona di Roma ( Roma) - 2h19'28"
- 8º alla Maratona di Firenze ( Firenze) - 2h23'04"
- 5º alla Maratona di Stoccolma ( Stoccolma) - 2h20'18"
- 6º alla Maratona di Helsinki ( Helsinki) - 2h28'51"
- 7º alla Maratona di Piacenza ( Piacenza) - 2h23'33"
- Oro alla Maratona di Busseto ( Busseto) - 2h16'49"
- 7º alla Maratona di Livorno ( Livorno) - 2h27'38"
- Argento alla Maratona di Russi ( Russi) - 2h18'14"
- 5º alla Maratona di Bolzano ( Bolzano) - 2h21'45"
- Argento alla Maratona di Siracusa ( Siracusa) - 2h21'17"
- 4º alla Maratona di Trieste ( Trieste) - 2h19'59"
- Bronzo alla Maratona di Grottazzolina ( Grottazzolina) - 2h22'50"
- Oro alla Maratona di Platamona ( Platamona) - 2h25'59"
- 6º alla Maratona di Verona ( Verona) - 2h23'35"
- 5º alla Maratona di Latina ( Latina) - 2h22'15"
- 5º alla Stralivigno ( Livigno), 22 km - 1h17'55"
- 10º alla Mezza maratona di Giulianova ( Giulianova) - 1h04'22"
- 4º alla Mezza maratona del Lago di Vico ( Ronciglione) - 1h06'51"
- Bronzo alla Mezza maratona di Montalto di Castro ( Montalto di Castro) - 1h08'33"
- Argento alla Mezza maratona di Tarquinia ( Tarquinia) - 1h08'36"
- Oro alla Corsa di Miguel ( Roma), 10 km - 30'22"
- 9º alla Best Woman ( Fiumicino) - 30'18"

2002
- 16º alla Maratona di Roma ( Roma) - 2h21'53"
- Bronzo alla Maratona di Reggio Emilia ( Reggio Emilia) - 2h16'17"
- Oro alla Maratona di Busseto ( Busseto) - 2h23'59"
- Oro alla Maratona di Russi ( Russi) - 2h16'23"
- Oro alla Maratona di Siracusa ( Siracusa) - 2h19'04""
- Oro alla Maratona di Luxor ( Luxor) - 2h22'38"
- 9º alla Maratona di Trieste ( Trieste) - 2h20'12"
- Bronzo alla Maratona di Bari ( Bari) - 2h26'08"
- Oro alla Maratona di Custoza ( Sommacampagna) - 2h23'38"
- Oro alla Maratona di Platamona ( Platamona) - 2h23'51"
- 6º alla Maratona di Napoli ( Napoli) - 2h23'10"
- Bronzo alla Maratona di Latina ( Latina) - 2h20'35"
- Argento alla Mezza maratona di Verona ( Verona) - 1h06'07"
- 8º alla Mezza maratona di Sabaudia ( Sabaudia) - 1h09'38"
- 11º alla Urbs Mundi ( Roma - 31'49"
- 8º alla Appia Run ( Roma), 10 km
- Argento a La Natalina ( Monterotondo), 9,5 km - 29'45"
- 5º alla Corrida di San Michele ( Pomezia), 8,4 km - 25'35"
- 6º alla Blood Runners ( Roma), 4,5 km - 13'47"

2003
- Oro alla Pistoia-Abetone ( Pistoia), 53 km - 3h41'01"
- Oro alla Mediterranean 50 km ( Palermo) - 2h56'03"
- 13º alla Maratona di Roma ( Roma) - 2h16'32"
- Bronzo alla Maratona di Reggio Emilia ( Reggio Emilia) - 2h17'27"
- Oro alla Maratona di Helsinki ( Helsinki) - 2h20'55"
- 4º alla Maratona di Stoccolma ( Stoccolma) - 2h21'50"
- Oro alla Maratona di Russi ( Russi) - 2h18'32"
- 5º alla Maratona di Busseto ( Busseto) - 2h22'40"
- Bronzo alla Maratona di Bologna ( Bologna) - 2h25'10"
- 4º alla Maratona di Livorno ( Livorno) - 2h24'15"
- Bronzo alla Maratona di Ravenna ( Ravenna) - 2h22'18"
- 6º alla Maratona di Prato ( Prato) - 2h25'39"
- 8º alla Maratona di Trieste ( Trieste) - 2h19'34"
- 4º alla Maratona di Genova ( Genova) - 2h24'33"
- Oro alla Maratona di Bari ( Bari) - 2h20'24"
- Oro alla Maratona di Siracusa ( Siracusa) - 2h24'40"
- 4º alla Maratona di Grottazzolina ( Grottazzolina) - 2h21'50"
- Bronzo alla Maratona di Parabita ( Parabita) - 2h22'30"
- Bronzo alla Maratona di Platamona ( Platamona) - 2h26'58"
- Argento alla Maratona di Verona ( Verona) - 2h21'46"
- Oro alla Maratona di Ostia ( Ostia) - 2h20'13"
- Argento alla Maratona di Latina ( Latina) - 2h21'12"
- Oro alla Monza-Resegone ( Monza) - 3h09'43" (in squadra con Emanuele Zenucchi e Lorenzo Merli)[7]
- 7º alla Mezza maratona di Bologna ( Bologna) - 1h06'31"
- 4º alla Mezza maratona di Brugnera ( Brugnera) - 1h06'47"
- 4º alla Mezza maratona di Verona ( Verona) - 1h06'40"
- 4º alla Mezza maratona di Sabaudia ( Sabaudia) - 1h07'40"
- 4º alla Mezza maratona di Frosinone ( Frosinone) - 1h05'42"
- 15º alla Appia Run ( Roma), 13,15 km
- 4º alla Corriamo intorno all'Abbazia ( Cassino), 11,7 km - 39'20"
- 4º alla Corsa di Miguel ( Roma), 10 km - 29'02"
- 4º alla Corriamo al Tiburtino ( Roma) - 30'18"
- 10º alla Urbs Mundi ( Roma) - 30'26"
- 7º alla Corri per la Befana ( Roma) - 30'19"
- Oro al Memorial Calissoni ( Roma), 7 km - 21'11"

2004
- Oro alla Pistoia-Abetone ( Pistoia), 53 km - 3h30'20"
- 29º alla Maratona di Berlino ( Berlino) - 2h19'26"
- 8º alla Maratona di Firenze ( Firenze) - 2h20'55"
- 12º alla Maratona di Marrakech ( Marrakech) - 2h21'34"
- 5º alla Maratona di Bruges ( Bruges) - 2h22'08"
- Bronzo alla De Meern Leidsche Rijn Marathon ( De Meern) - 2h23'51"
- 5º alla Maratona di Helsinki ( Helsinki) - 2h29'10"
- Bronzo alla Maratona di Piacenza ( Piacenza) - 2h19'45"
- Argento alla Maratona dei Tre Comuni ( Calderara di Reno) - 2h21'05"
- Oro alla Maratona di Busseto ( Busseto) - 2h24'20"
- 9º alla Maratona di Reggio Emilia ( Reggio Emilia) - 2h24'33"
- Bronzo alla Maratona di Bologna ( Bologna) - 2h25'10"
- Bronzo alla Swiss Alpine Marathon ( Davos) - 3h19'22"
- 5º alla Maratona di Russi ( Russi) - 2h27'27"
- 5º alla Maratona di Livorno ( Livorno) - 2h22'56"
- 7º alla Maratona di Ravenna ( Ravenna) - 2h24'55"
- 4º alla Maratona di Prato ( Prato) - 2h25'04"
- Argento alla Collemar Marathon ( Fano) - 2h26'14"
- 4º alla Maratona di Siracusa ( Siracusa) - 2h24'41"
- 4º alla Maratona della Valle dei Templi ( Agrigento) - 2h25'01"
- Oro alla Maratona del Barocco ( Ragusa) - 2h28'40"
- Argento alla Maratona di Pisa ( Pisa) - 2h19'27"
- Oro alla Maratona sulla sabbia ( San Benedetto del Tronto) - 2h35'43"
- 4º alla Maratona di Genova ( Genova) - 2h30'00"
- Oro alla Maratona dell'Adriatico ( Martinsicuro) - 2h27'53"
- Argento alla Maratona di Parabita ( Parabita) - 2h23'11"
- Oro alla Maratona del Gargano ( Rodi Garganico) - 2h33'01"
- 8º alla Maratona di Verona ( Verona) - 2h25'57"
- Bronzo alla Maratona di Ostia ( Ostia) - 2h22'39"
- 6º alla Maratona di Latina ( Latina) - 2h27'59"
- Oro alla Monza-Resegone ( Monza) - 3h03'53" (in squadra con Emanuele Zenucchi e Lorenzo Merli)[7]
- 8º alla Stralivigno ( Livigno), 22 km - 1h16'24"
- Bronzo alla Maratona di Ostia ( Ostia) - 2h22'39"
- 13º alla Mezza maratona di Bologna ( Bologna) - 1h11'24"
- 11º alla Mezza maratona di Cremona ( Cremona) - 1h07'15"
- Bronzo alla Mezza maratona di Verona ( Verona) - 1h06'33"
- 7º alla Mezza maratona di Sabaudia ( Sabaudia) - 1h09'37"
- Bronzo alla Corsa dell'Angelo ( Monte Compatri), 11 km - 34'36"
- 4º alla Corri per la Befana ( Roma), 30'22"
- Bronzo al Trofeo ATAC ( Roma), 9,7 km - 29'47"
- Argento alla Corriamo al Tiburtino ( Roma), 9,6 km - 29'17"
- Argento alla Corriamo intorno all'Abbazia ( Cassino), 9 km - 28'55"
- 19º alla Corrida di San Lorenzo ( Zogno), 8 km - 24'56"
- 17º alla Gara Podistica a Villa d'Ogna ( Villa d'Ogna), 8 km - 25'41"

2005
- Bronzo alla Pistoia-Abetone ( Pistoia), 53 km - 3h46'35"
- 16º alla Maratona di Roma ( Roma) - 2h19'35"
- 5º alla Padova Marathon ( Padova) - 2h20'44"
- Oro alla Maratona di Utrecht ( Utrecht) - 2h19'37"
- Oro alla Maratona di Busseto ( Busseto) - 2h18'58"
- 7º alla Maratona dei Tre Comuni ( Calderara di Reno) - 2h29'00"
- Argento alla Maratona di Russi ( Russi) - 2h18'32"
- 9º alla Maratona di Livorno ( Livorno) - 2h30'24"
- 8º alla Maratona del riso ( Vercelli) - 2h37'08"
- Oro alla Maratona dell'Adriatico ( Martinsicuro) - 2h21'58"
- Oro alla Maratona sulla sabbia ( San Benedetto del Tronto) - 2h36'04"
- Oro alla Maratona di Parabita ( Parabita) - 2h27'39"
- Oro alla Monza-Resegone ( Monza) - 3h02'49" (in squadra con Emanuele Zenucchi e Lorenzo Merli)[7]
- Bronzo alla Mezza maratona di Verona ( Verona) - 1h07'39"
- 13º a La Speata ( Subiaco), 16 km
- 5º alla Appia Run ( Roma), 14,5 km - 44'00"
- Argento alla Maratonina di Ostia ( Ostia), 12,5 km - 40'40"
- 4º alla Corri per la Befana ( Roma) - 30'41"
- 10º alla Best Woman ( Fiumicino) - 31'08"
- Oro alla Corri alla Bufalotta ( Roma) - 31'54"
- Oro alla Corri alla Garbatella ( Roma), 9,7 km - 31'28"
- 5º al Trofeo dell'Assunta ( Sora), 9,6 km - 29'45"

2006
- Oro alla 100 km del Passatore ( Firenze-Faenza) - 6h45'25"
- Oro all'Ultramarathon degli Etruschi ( Tarquinia), 100 km - 7h06'03"
- Bronzo alla Sunmart Texas Trail Endurance Run ( Huntsville), 50 miglia - 6h11'41"
- Oro alla Swiss Alpine Ultramarathon ( Davos), 78 km - 6h05'04"
- Oro alla 50 km di Romagna ( Castel Bolognese) - 2h59'49"
- 18º alla Maratona di Roma ( Roma) - 2h21'43"
- Argento alla Maratona di Busseto ( Busseto) - 2h22'02"
- 7º alla Maratona di Helsinki ( Helsinki) - 2h35'57"
- 5º alla Maratona di Ravenna ( Ravenna) - 2h31'36"
- 5º alla Maratona di Pisa ( Pisa) - 2h22'50"
- Oro alla Maratona dell'Adriatico ( Martinsicuro) - 2h28'27"
- Oro alla Anguillara Extreme ( Anguillara), 22,3 km - 3h06'43"
- 9º alla Stralivigno ( Livigno), 22 km - 1h19'33"
- Argento alla Maratona di Ostia ( Ostia) - 2h29'39"
- Oro alla Monza-Resegone ( Monza) - 3h07'50" (in squadra con Emanuele Zenucchi e Pietro Cilento)[7]
- Oro all'Anguillara Extreme ( Anguillara Sabazia), 22,3 km - 3h06'43"
- 4º alla Mezza maratona di Verona ( Verona) - 1h08'26"
- Bronzo alla Mezza maratona di Frosinone ( Frosinone) - 1h08'10"
- 4º alla Vivicittà ( Roma), 12 km - 37'18"
- Argento all'Arrampicata ( Tolfa), 10,5 km - 33'17"
- Oro alla Corri nel Campus ( Roma), 10,4 km - 32'20"
- 4º al Trofeo Comune di Colleferro ( Colleferro), 10,4 km
- Oro alla Corri alla Garbatella ( Roma), 10,3 km - 34'13"
- 5º alla Corriamo intorno all'Abbazia ( Cassino) - 29'41"
- Oro alla Corri sotto le stelle ( Sora) - 30'34"
- Argento alla Ostia in corsa per l'ambiente ( Ostia) - 31'48"
- Oro al Memorial Rinaldi ( Poggio Bustone)
- Argento al Trofeo Pallavicini ( Colonna), 9,8 km
- 8º al Giro delle Contrade ( Formia), 8 km - 24'52"
- 6º alla Cronoscalata del Terminillo ( Terminillo), 7,7 km - 24'06"
- 13º al Memorial Calissoni ( Aprilia), 7,2 km - 22'51"
- Oro alla Maratolandia ( Roma), 7 km - 20'22"

2007
- Oro alla 100 km del Passatore ( Firenze-Faenza) - 6h49'02"
- Oro all'Ultramarathon degli Etruschi ( Tarquinia), 100 km - 6h56'36"
- 8º alla Swiss Alpine Ultramarathon ( Davos), 78 km - 6h36'23"
- Argento alla Ultramaratona del Gran Sasso ( Castel del Monte), 50 km - 3h12'26"
- 21º alla Milano Marathon ( Milano) - 2h24'33"
- 25º alla Maratona di Roma ( Roma) - 2h25'04"
- 13º alla Maratona d’Italia ( Carpi) - 2h22'05"
- 16º alla Maratona di Treviso ( Treviso) - 2h25'22"
- 5º alla Collemar Marathon ( Fano) - 2h31'04"
- 6º alla Maratona del Garda ( Malcesine) - 2h23'48"
- 5º alla Treporti Night Marathon ( Treporti) - 2h29'30"
- Oro alla Maratona dell'Adriatico ( Martinsicuro) - 2h33'23"
- Oro alla Maratona di Parabita ( Parabita) - 2h27'42"
- Oro alla SuperMaratona dell'Etna ( Marina di Cottone) - 3h48'02"
- Oro alla Maratona di Ostia ( Ostia) - 2h27'48"
- 19º alla Roma-Ostia ( Roma) - 1h06'59"
- Bronzo alla Maratonina dei Magi ( Porto d'Ascoli) - 1h10'15"
- 8º alla Mare Monti Half Marathon ( Sorrento) - 1h09'03"
- 4º alla Mezza maratona di Frosinone ( Frosinone) - 1h09'40"
- 11º alla Appia Run ( Roma), 14,3 km - 45'16"
- Oro alla International Run For Peace ( Dbayeh), 12 km - 37'24"
- Bronzo alla Vivicittà ( Roma), 12 km - 36'42"
- Bronzo alla CorriRoma sulle strade di Bikila ( Roma), 11 km - 33'40"
- 10º alla Best Woman ( Fiumicino) - 30'10"
- Oro al Trofeo Sant'Ippolito ( Fiumicino) - 30'40"
- Bronzo alla Corri sotto le stelle ( Sora) - 30'53"
- Bronzo alla Corri per la Repubblica ( Capua) - 30'54"
- 4º alla Cooperazione ( Roma) - 30'59"
- 5º alla Corriamo al Tiburtino ( Roma) - 31'17"
- Bronzo a La Natalina ( Monterotondo) - 31'23"
- Oro alla Ostia in corsa per l'ambiente ( Roma) - 33'16"
- Bronzo alla Corri Gaeta ( Gaeta) - 33'44"
- Bronzo alla Corriamo intorno all'Abbazia ( Cassino), 9,5 km - 30'16"
- Argento alla Correre verso la salute ( Olevano Romano), 9 km - 28'24"
- Argento all'Arrampicata ( Tolfa), 8,85 km - 33'00"
- Bronzo al Memorial Calissoni ( Aprilia), 7,2 km - 22'06"
- Oro alla 5 km di Ladispoli ( Ladispoli), 5 km - 14'51"
- Argento alla Corriamo al Massimo per Irene ( Roma), 5 km - 15'02"
- Oro alla Sfida sul Giro ( Roma), 5 km - 17'03"
- 16º al Cross del Tevere ( Roma) - 32'28"

2008
- Oro alla 100 km del Passatore ( Firenze-Faenza) - 6h37'45"
- 19º alla Maratona di Roma ( Roma) - 2h18'40"
- 17º alla Maratona d’Italia ( Carpi) - 2h22'18"
- Argento alla Maratona di Reggio Emilia ( Reggio Emilia) - 2h20'04"
- Oro alla Maratona dei 6 Comuni ( Malo) - 2h20'19"
- 5º alla Maratona del Mediterraneo ( Pescara) - 2h31'13"
- Argento alla Maratona dell'Adriatico ( Martinsicuro) - 2h42'14"
- Oro alla SuperMaratona dell'Etna ( Marina di Cottone) - 3h43'44"
- Oro alla Maratona di Latina ( Latina) - 2h29'03"
- 14º alla Roma-Ostia ( Roma) - 1h05'39"
- Argento alla Pedagnalonga ( Borgo Hermada) - 1h05'48"
- Oro alla Mezza maratona di Frosinone ( Frosinone) - 1h09'08"
- 4º alla Capodanno di corsa ( San Giovanni Valdarno), 13,4 km - 40'17"
- 11º alla Appia Run ( Roma), 11 km - 35'58"
- Oro a La Jennesina ( Subiaco), 10,5 km - 38'15"
- Bronzo alla Corsa dei Castagni ( Vallerano), 10,35 km - 33'43"
- Oro alla Corri alla Garbatella ( Roma), 10,3 km - 35'10"
- Bronzo alla Vola Ciampino ( Ciampino) - 30'15"
- 4º alla Corriamo al Tiburtino ( Roma) - 30'31"
- Bronzo alla Corri per la Befana ( Roma) - 30'56"
- Argento alla Correndo nei giardini ( Ladispoli) - 31'03"
- Bronzo alla Corriamo intorno all'Abbazia ( Cassino) - 31'09"
- Oro al Trofeo Pallavicini ( Colonna) - 31'00"
- Argento al Trofeo Città di Sutri ( Sutri) - 31'20"
- Argento a La corsa del cuore ( Morolo) - 31'30"
- Bronzo a La Natalina ( Monterotondo) - 32'10"
- Oro alla Run for Food ( Roma) - 32'25"
- Oro alla Marcia degli otto fontanili ( Marcellina) - 33'22"
- Oro alla Vallelunga Race ( Campagnano di Roma) - 33'37"
- Oro alla Ostia in corsa per l'ambiente ( Ostia) - 33'37"
- Argento al Memorial Rinaldi ( Poggio Bustone)
- 5º alla Corri nel Campus ( Roma), 9,85 km - 30'42"
- Oro all'Arrampicata ( Tolfa), 8,85 km - 33'29"
- 5º al Memorial Calissoni ( Aprilia), 5,8 km - 17'41"
- Oro alla Corri al Massimo per Irene ( Roma), 5 km - 15'24"
- Oro all'ASTradacorsa ( Roma), 5 km - 17'49"
- Bronzo al Cross del Tevere ( Roma)

2009
- Oro alla 100 km del Passatore ( Firenze-Faenza) - 6h56'36"
- Oro all'Ultramarathon degli Etruschi ( Tarquinia), 100 km - 7h04'05"
- 24º alla Maratona di Roma ( Roma) - 2h29'32"
- 15º alla Maratona di Torino ( Torino) - 2h24'46"
- Bronzo alla Maratona di Treviso ( Treviso) - 2h20'56"
- Bronzo alla Collemar Marathon ( Fano) - 2h31'57"
- 7º alla Maratona del Piceno ( Grottazzolina) - 2h25'53"
- Oro alla Coast to Coast Marathon ( San Agnello di Sorrento) - 2h32'41"
- Oro alla Maratona di Latina ( Latina) - 2h27'18"
- Argento a La 30 del Mare di Roma ( Roma), 30 km - 1h45'42"
- Argento alla Tre Comuni ( Nepi), 22,3 km - 1h12'08"
- 11º alla Roma-Ostia ( Roma) - 1h05'28"
- Oro alla Montefortiana Turà ( Monteforte d'Alpone) - 1h08'42"
- Argento alla Mezza maratona di Viterbo ( Viterbo) - 1h08'47"
- Bronzo a La Speata ( Subiaco), 12 km - 48'41"
- Oro alla Pavona Run ( Pavona), 11,8 km - 37'20"
- Bronzo alla Frosinone Run ( Frosinone), 11 km - 31'14"
- Oro al Gran Premio Grottarossa ( Roma), 11 km - 37'36"
- Bronzo al Memorial Masi ( Ceccano), 11 km - 38'14"
- Oro al Giro del ferro di cavallo ( Roma), 10,7 km - 35'55"
- 5º alla Notturna Città di Chieti ( Chieti), 10,5 km - 32'53"
- Oro alla Corri tra le cerase ( Castelchiodato), 10,45 km - 35'26"
- Bronzo alla Corri per la Befana ( Roma) - 30'30"
- Oro al Trofeo Tobagi ( Roma) - 30'48"
- 12º alla Best Woman ( Fiumicino) - 30'55"
- Bronzo alla Vallelunga Race ( Campagnano di Roma) - 31'23"
- 12º alla Corri sotto le stelle ( Sora) - 32'17"
- Argento alla Run for food ( Roma) - 32'35"
- Argento al Trofeo Città di Nettuno ( Nettuno) - 34'21"
- 5º alla The run for organ donation ( Ostia) - 34'46"
- 5º alla Viviamo Sgurgola ( Sgurgola), 9,5 km - 31'17"
- 4º alla Corri al Massimo per Irene ( Roma), 5 km - 15'25"
- Oro alla Corri all'ora di pranzo ( Roma), 4,5 km - 15'06"
- Oro alla Corri all'ora di cena ( Ostia), 4,4 km - 13'38"

2010
- Oro alla 100 km del Passatore ( Firenze-Faenza) - 6h51'29"
- Oro alla 100 km di Seregno ( Seregno) - 6h28'52"
- Oro alla Strasimeno ( Castiglione del Lago), 58 km - 3h35'52"
- 7º alla Maratona di Treviso ( Treviso) - 2h22'30"
- Bronzo alla Maratona di Russi ( Russi) - 2h30'12"
- Argento alla Collemar Marathon ( Fano) - 2h26'57"
- Oro alla Maratona di Martinsicuro ( Martinsicuro) - 2h22'25"
- Oro alla Maratona di Parabita ( Parabita) - 2h28'31"
- 18º alla Roma-Ostia ( Roma) - 1h09'17"
- Oro alla Mezza maratona di Fiumicino ( Fiumicino) - 1h09'56"
- 6º alla Mezza maratona di Nepi ( Nepi) - 1h13'09"
- 4º alla Montefortiana Turà ( Monteforte d'Alpone) - 1h11'18"
- 4º alla Maratonina della Ceramica ( Assemini) - 1h10'11"

2011
- Oro alla 100 km del Passatore ( Firenze-Faenza) - 6h25'47"
- Oro alla Ultraloop Winschoten ( Winschoten), 100 km - 6h27'32"
- 4º alla 50 km di Romagna ( Castel Bolognese) - 3h04'48"
- 26º alla Maratona di New York ( New York) - 2h27'19"
- 32º alla Maratona di Torino ( Torino) - 2h33'05"
- Bronzo alla Maratona di Messina ( Messina) - 2h30'09"
- 6º alla Collemar Marathon ( Fano) - 2h30'40"
- 7º alla Maratona di Cagliari ( Cagliari) - 2h34'07"
- Bronzo alla Maratona di Martinsicuro ( Martinsicuro) - 2h35'01"
- Oro alla Maratona del Gargano ( Cagnano Varano) - 2h40'18"
- Oro alla Sardinia Ultramarathon ( Macomer) - 4h21'44"
- Oro alla Coast to Coast Marathon ( Maiori) - 2h31'54"
- Oro alla Maratona di Latina ( Latina) - 2h35'06"
- 32º alla Roma-Ostia ( Roma) - 1h10'16"
- 33º alla Mezza maratona di Cremona ( Cremona) - 1h07'11"

2012
- Oro alla 100 km del Passatore ( Firenze-Faenza) - 6h44'51"
- Oro alla Connemara International Ultramarathon, 63,3 km - 3h56'56"
- Oro alla 100 km di Seregno ( Seregno) - 6h23'22"
- 26º alla Maratona di Roma ( Roma) - 2h30'32"
- 11º alla Maratona di Firenze ( Firenze) - 2h22'36"
- Oro alla Maratona dell'Adriatico ( Martinsicuro) - 2h29'28"
- Oro all'Ecomaratona dei Monti della Tolfa ( Tolfa) - 3h25'25"
- Argento alla Maratona dell'Etna ( Marina di Cottone) - 3h59'17"
- 7º alla 30 km di Sardegna ( Alghero) - 1h45'48"
- 49º alla Roma-Ostia ( Roma) - 1h07'38"
- 4º alla Mezza maratona dei Castelli Romani ( Castel Gandolfo) - 1h14'50"
- Oro alla Sardinia Ultramarathon ( Macomer) - 4h18'07"
- Oro all'Ecomaratonina di Aritzo ( Aritzo) - 1h19'33"
- 7º alla 10 Miglia del Montello ( Montebelluna) - 52'57"
- 29º al Memorial Peppe Greco ( Scicli) - 32'18"

2013
- Oro alla 100 km del Passatore ( Firenze-Faenza) - 6h39'59"
- 8º alla Tokyo Shibamata ( Tokyo), 100 km - 8h24'36"
- Oro all'Ultramaratona del Gargano ( Cagnano Varano), 50 km - 3h25'46"
- 6º alla Collemar Marathon ( Fano) - 2h29'35"
- 5º alla Maratona di Pisa ( Pisa) - 2h28'32"
- Oro all'Ecomaratona dei Monti della Tolfa ( Tolfa) - 3h37'34"
- Oro alla Sardinia Ultramarathon ( Macomer) - 4h22'44"
- 4º alla Maratona di Latina ( Latina) - 2h36'18"
- 14º alla StraLugano ( Lugano), 30 km - 1h49'17"
- 24º alla Roma-Ostia ( Roma) - 1h06'38"

2014
- Oro alla 100 km del Passatore ( Firenze-Faenza) - 7h05'08"
- Oro alla Sardinia Ultramarathon ( Macomer) - 4h15'01"
- Bronzo alla Maratona di Lucca ( Lucca) - 2h29'38"
- Oro alla Maratona di Latina ( Latina) - 2h32'10"

2015
- Oro alla 100 km del Passatore ( Firenze-Faenza) - 7h08'04"
- Bronzo alla Ultraloop Winschoten ( Winschoten), 100 km - 6h36'49"
- 9º alla Maratona di Roma ( Roma) - 2h34'26"
- Argento alla Maratona di Lucca ( Lucca) - 2h29'01"
- 8º alla Maratona di Budapest ( Budapest) - 2h32'45"
- 6º alla Maratona di Russi ( Russi) - 2h39'42"
- 8º alla StraLugano ( Lugano), 30 km - 1h41'49"
- 13º alla Belluno-Feltre ( Belluno-Feltre), 30 km - 1h50'08"
- 32º alla Roma-Ostia ( Roma) - 1h09'54"
- 45º alla Mezza maratona di Telese Terme ( Telese Terme) - 1h10'07"
- Oro alla Maratonina della Ceramica ( Assemini) - 1h12'26"

2016
- Oro alla 100 km del Passatore ( Firenze-Faenza) - 6h58'14"
- Bronzo alla Scorrendo con il Liri ( Isola del Liri), 66,7 km - 4h26'56"
- 5º alla 50 km di Romagna ( Castel Bolognese) - 3h09'08"
- 18º alla Maratona di Roma ( Roma) - 2h30'16"
- 6º alla Maratona di Gerusalemme ( Gerusalemme) - 2h42'20"
- 23º alla Roma-Ostia ( Roma) - 1h09'34"
- 19º alla Mezza maratona di Udine ( Udine) - 1h15'45"

2017
- Oro alla Ultrafranciacorta ( Provaglio), 12 h
- Oro alla 100 km del Passatore ( Firenze-Faenza) - 7h03'54"
- 32º alla Ultravasan ( Sälen), 90 km - 7h55'15"
- Bronzo alla Scorrendo con il Liri ( Isola del Liri), 66,7 km - 4h16'13"
- 18º alla Maratona di Roma ( Roma) - 2h33'07"
- 10º alla Maratona di Gerusalemme ( Gerusalemme) - 2h28'49"
- 218º alla Maratona di Valencia ( Valencia) - 2h40'44"
- Oro alla Maratona del Barocco ( Lecce) - 2h39'48"
- 43º alla Roma-Ostia ( Roma) - 1h12'43"
- Bronzo alla Mezza maratona di Livorno ( Livorno) - 1h14'34"
- Argento al Giro della Laguna ( Orbetello) - 1h12'15"

2018
- Bronzo alla 100 km del Passatore ( Firenze-Faenza) - 7h32'04"
- Oro alla 6 h del donatore ( Foiano della Chiana) - 79,626 km
- Oro alla 6 h di Mondello ( Mondello) - 62 km
- 207º alla Maratona di New York ( New York) - 2h42'29"
- 6º alla Mezza maratona di Caserta ( Caserta) - 1h13'43"
- 7º all'Invernalissima ( Bastia Umbra) - 1h14'06"
- 18º alla Mezza Maratona di Roma ( Roma) - 1h29'35"

2019
- 7º alla 100 km del Passatore ( Firenze-Faenza) - 7h38'06"
- 4º alla 6 ore del Parco Nord ( Milano) - 76,276 km
- 14º alla UltraRoma 50k ( Roma), 50 km - 3h38'26"
- 5º alla Maratona di Latina ( Latina) - 2h45'35"
- Oro alla Maratombola ( Ostia) - 2h48'56"
- 6º all'Invernalissima ( Bastia Umbra) - 1h12'53"
- 11º alla Mezza maratona delle due perle ( Santa Margherita Ligure) - 1h17'44"
- 14º alla Mezza maratona di Caserta ( Caserta) - 1h18'53"
- 7º alla Mezza maratona di Alghero ( Alghero) - 1h20'09"
- Argento alla Rock and Run ( Ostia), 14 km - 48'36"
- Argento alla Calcaterra Run ( Roma) - 30'00"
- 9º alla CorriSperlonga ( Sperlonga) - 35'11"
- 7º alla Circeo Run ( San Felice Circeo) - 35'26"
- Bronzo alla Cascatalonga ( Isola del Liri) - 36'05"
- 17º al Giro delle ville tuscolane ( Frascati) - 39'49"
- Bronzo a L'Arrampicata ( Tolfa), 8,25 km - 35'06"
- 5º al 3000 di Emilio ( Roma), 3000 m) - 9'47"36

2020
- Oro alla Maratona Maga Circe ( Sabaudia) - 2h42'57"
- 9º alla Mezza maratona di Terni ( Terni) - 1h12'45"
- 13º a La Corsa di Miguel ( Roma) - 32'07"

2021
- Argento alla 6 ore del Parco Nord ( Milano) - 86,083 km
- 24º alla Roma Riparte ( Roma) - 32'27"

2022
- Bronzo alla 100 km del Passatore ( Firenze-Faenza) - 7h39'36"
- Oro alla 6 ore del Parco Nord ( Milano) - 84,810 km